# Спецслужби УПА
Спецслужби УПА — сукупність спеціальних органів, які здійснювали розвідувально-диверсійне, контррозвідувальне та військово-поліцейське забезпечення бойової діяльності українського повстанського руху під політичним проводом Організації українських націоналістів (С.Бандери).

## Розвідувально-диверсійна діяльність УПА
У листопаді 1943 у складі Головного військового штабу Української повстанської армії виник розвідувальний відділ як керівний орган розвідувальної справи, на який покладалося «зосередження, розпрацювання і використання усього розвідочного і контррозвідувального матеріалу». У «Вказівках до праці військових штабів» (23 січня 1944) до їхніх функцій відносилося «збирання відомостей про ворога, розміщення, силу і заміри, щоби могти своєчасно повідомити командира про небезпеку, яка грозить власним частинам». Наказом Головного військового штабу (23 січня 1944) вводилася уніфікована структура штабів з'єднань УПА, при цьому штаби військових округ і тактичних відтинків мали розвідувальні відділи.
На нижчих організаційно-тактичних рівнях структура розвідувальних органів визначалася на розсуд польових командирів. Так, у штабі групи УПА «Захід» (квітень 1945) розвідувальному відділу підлягали начальники розвідки військових округ, а тим — командири розвідки куренів і сотень. Військова округа «Буг-2» (у 1945) мала відділ розвідки (начальник, інструктор, 8—10 зв'язкових для контактів із командирами розвідки куренів та повітовими інформаторами).
До більшості куренів УПА входили апарати польової розвідки: «спеціальних старшин з розвідки» (визначали завдання, сили та засоби розвідки, узагальнювали інформацію про противника), «штабна розвідка» (курінь «Гребінки» УПА «Північ», 1943), розвідувальні підрозділи куренів силою у 20—30 багнетів (Прикарпаття, серпень 1944).
Наказ Головного військового штабу УПА (18 жовтня 1943) звертав увагу на необхідність ретельної розвідувальної підготовки при організації бойових операцій силами кількох підрозділів. Спостерігалися випадки застосування технічної розвідки (підслуховування радіотелефонних переговорів).
Розвідувально-диверсійна підготовка входила до програм навчання старшинських (офіцерських) та підстаршинських шкіл УПА. У навчанні використовувалися статут Армії УНР 1921, радянські бойові статути та інструкції з партизанської війни. Розроблялися численні навчальні матеріали з підривної справи та інженерної розвідки. Широка підтримка УПА місцевим населенням сприяла агентурній розвідці.
Повстанська розвідка застосовувала певні оперативні комбінації для створення агентурних позицій у ворожому середовищі. Ефективність розвідки повстанців не раз відзначали її противники. За даними 2-го партизанського з'єднання в Рівненській обл. (15 грудня 1943), розвідка УПА спромоглася створити широку агентурну мережу, що охопила майже всі села. При надбанні оперативних джерел перевага надавалася залученню до співробітництва представників радянської адміністрації, учасників партизанських загонів.
Значна увага приділялася диверсійним заходам: у 1944 повстанці здійснили 134 диверсії на залізницях, підірвали 13 і спалили 15 залізничних та 12 шосейних мостів, у 1-му півріччі 1945—212 диверсій на залізницях, шосе, лініях зв'язку. УПА мала й «відділи особливого призначення» з диверсійно-терористичної діяльності, охорони керівного складу повстанців, виконання відповідальних доручень командування.

## Контррозвідувальний захист в УПА
Докладалися зусилля до забезпечення внутрішньої безпеки, захисту військової таємниці, підтримки внутрішнього порядку як важливих чинників високої боєздатності.
Спеціальним органом контррозвідувального захисту була Служба безпеки (див. Служба безпеки ОУН). Завдання Служби безпеки: виявлення і ліквідація радянської агентури, яка занурюється до підпілля, створення агентурних позицій у радянських партизанських загонах, розкладницька робота серед них, підготовка агентури для вкорінення до органів радянської влади, державної безпеки і міліції. Апарат Служби безпеки здійснював контррозвідувальне забезпечення конспіративних ліній зв'язку. Всі вояки, незалежно від службового становища, зобов'язувалися співпрацювати зі Службою безпеки, командири і провідники, які приймали нових учасників УПА без попередньої перевірки їх Службою безпеки, прирівнювалися до «явних ворогів».
Мережа органів Служби безпеки будувалася відповідно до структури військово-адміністративного поділу УПА. Коменданту запілля підлягала референтура Служби безпеки, останній — референтури військових округ, військових надрайонів і районів. Робилися спроби запровадити певний штатний розклад референтур Служби безпеки військово-територіальних одиниць.
Для здійснення контррозвідувальних функцій застосовувалася «контррозвідча агентура», яка насаджувалася при всіх самостійних бойових підрозділах, підрозділах забезпечення і штабах із розрахунку одне оперативне джерело на рій (8—10 вояків). Повстанські підрозділи рясно інфільтрували контррозвідчою агентурою. Так, у сотнях «Негуса» і «Макса» з'єднання «Богун» (УПА «Північ») із 220 стрільців до інформаційної мережі Служби безпеки залучили 26 осіб.
Негативною стороною діяльності Служби безпеки УПА стали неадекватні оперативній обстановці фізичні «чистки» повстанців, котрі знекровлювали повстанський рух та полегшували його розкладення радянськими силовими структурами. Із кінця 1943 Служба безпеки була виведена зі складу УПА і діяла в територіальній мережі підпілля ОУН (див. Боївка Служби безпеки). Надалі функції контррозвідки покладалися на 4-й (персональний) відділ штабів УПА.

## Військово-польова жандармерія УПА
У вересні 1943 запроваджено військово-польову жандармерію УПА.
При Головному військовому штабі УПА діяли начальник жандармерії (із заступниками з контррозвідки та із боротьби з дезертирством), слідча група військово-польової жандармерії (5—6 співробітників), при членах Головного військового штабу — охоронні групи по 3—4 жандарми. При штабах військових округ жандармерія нараховувала 30—35 осіб для охорони посадових осіб штабу, мала слідчу групу. Жандармерія куреня (7—10 осіб) складалася з начальника, двох його помічників, а рядові жандарми розподілялися по сотнях.
До 1944 військово-польова жандармерія підлягала референтам Служби безпеки в УПА, згодом — виділена в окремий орган, підпорядковувалася командувачам військових округ УПА. Начальник жандармерії куреня підпорядковувався курінному командиру, згодом — начальнику жандармерії військової округи УПА. Для професійної підготовки існували «військовий» та «слідчо-поліційний» вишколи.
Прагнення до запозичення професійних методів державних спецслужб наближало спецслужби повстанського руху до рівня державних спецслужб, свідчило про намір керівництва перетворити УПА на зародок збройних сил Української держави.